# Abstederdijk
De Abstederdijk is een lange straat in de Nederlandse stad Utrecht. Hij loopt van de Adriaen van Ostadelaan tot aan de Venuslaan; en passeert daarbij de opgebroken Oosterspoorweg nabij Station Maliebaan.

## Buurt
De Abstederdijk is een langere straat, lopend van de Adriaen van Ostadelaan in het oosten naar de Venuslaan en het Ledig Erf in het zuidwesten. De Abstederdijk is de officieuze hoofdstraat van de wijken Abstede en Sterrenwijk. Het deel wat in de belevingswereld van buurtbewoners de noordzijde van de Sterrenwijk passeert, valt volgens de gemeentelijke buurtindeling onder de buurt 'Tolsteegsingel en omgeving'.
In architectonisch opzicht is de straat vrij divers: negentiende-eeuwse arbeiderswoningen, enkele statige herenhuizen, sociale woningbouw (Abstederdijk-Oost en de kruising met de Minstraat), en hier en daar nog een authentieke boerderij of hovenierswoning. Het merendeel van de woningvoorraad bestaat uit huurwoningen en sociale huurwoningen, ongeveer zestig procent van de hele buurt Abstede. In tegenstelling tot het meer noordelijk gelegen buurtje rond de Oudwijkerdwarsstraat, en andere arbeiderswijken als Lombok en Zuilen, heeft de opzet van straten en hoven een minder fijnmazig karakter. De krommende straat varieert per deel, loopt niet kaarsrecht en heeft qua indeling een wat rommelig karakter; dit hangt nauw samen met zijn geschiedenis. Van oudsher was de Abstederdijk al een belangrijke handelsweg genaamd het Absteder Zandpad. Deze liep naar de Binnenstad vanuit het middeleeuwse Abstede en Oudwijk, belangrijke hoveniersgronden die zorgden voor een belangrijk deel van de voedselproductie van de stad.

## Reputatie en verandering
Sinds eind negentiende eeuw veranderde de middeleeuwse voorstadjes rond Abstede en Oudwijk in een dichtbebouwd stratenpatroon aan goedkope arbeiderswoningen, gerealiseerd door particulieren. Fabrieksarbeiders en hun gezinnen woonden hier, in kleine woningen met soms meer dan tien man. De armoede was destijds schrijnend, maar ook vandaag de dag zijn er in niet geringe mate sociale problemen aanwezig. Vele gezinnen in deze omgeving kampen met relatieve armoede, arbeidsongeschiktheid, jongerenoverlast, kleine criminaliteit en inbraken, of zijn afhankelijk van een uitkering als enige inkomen. Dit varieert sterk per straatdeel, en betreft voornamelijk de oudere arbeiderswoningen en sociale woningbouw. Echter nemen de problemen geleidelijk af. Sedert verscheidene sloop- en renovatieacties van de gemeente in de jaren zeventig, tachtig en negentig trekt de buurt steeds meer hogere inkomens aan, en in mindere mate studenten. De criminaliteit blijft echter op peil, en het percentage lage inkomens schommelt nog altijd boven de veertig procent.

## Monumenten
De Abstederdijk is rijk aan (gemeentelijke) monumenten. 